# 汉斯·艾歇尔

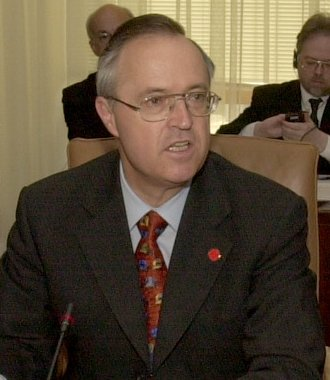
汉斯·艾歇尔

汉斯·艾歇尔（Hans Eichel，1941年12月24日—）生于德国黑森州的卡塞尔市。1975年—1991年曾任卡塞尔市长一职，1991年－1999年任黑森州州长，1999年－2005年担任施罗德内阁联邦德国财政部长。

## 内阁
- 施罗德第一届内阁
- 施罗德第二届内阁